# نوء الثلج
نوء الثلج (الاسم العلمي Pagodroma nivea) هو العضو الوحيد في جنس Pagodroma. إنهُ واحد من ثلاثة طيور فقط تتكاثر حصريًا في القارة القطبية الجنوبية.